# Espartignac
Espartignac (Espartinhac en occitan) est une commune française située dans le département de la Corrèze en région Nouvelle-Aquitaine.
Ses habitants sont appelés les Espartignacois.

## Géographie

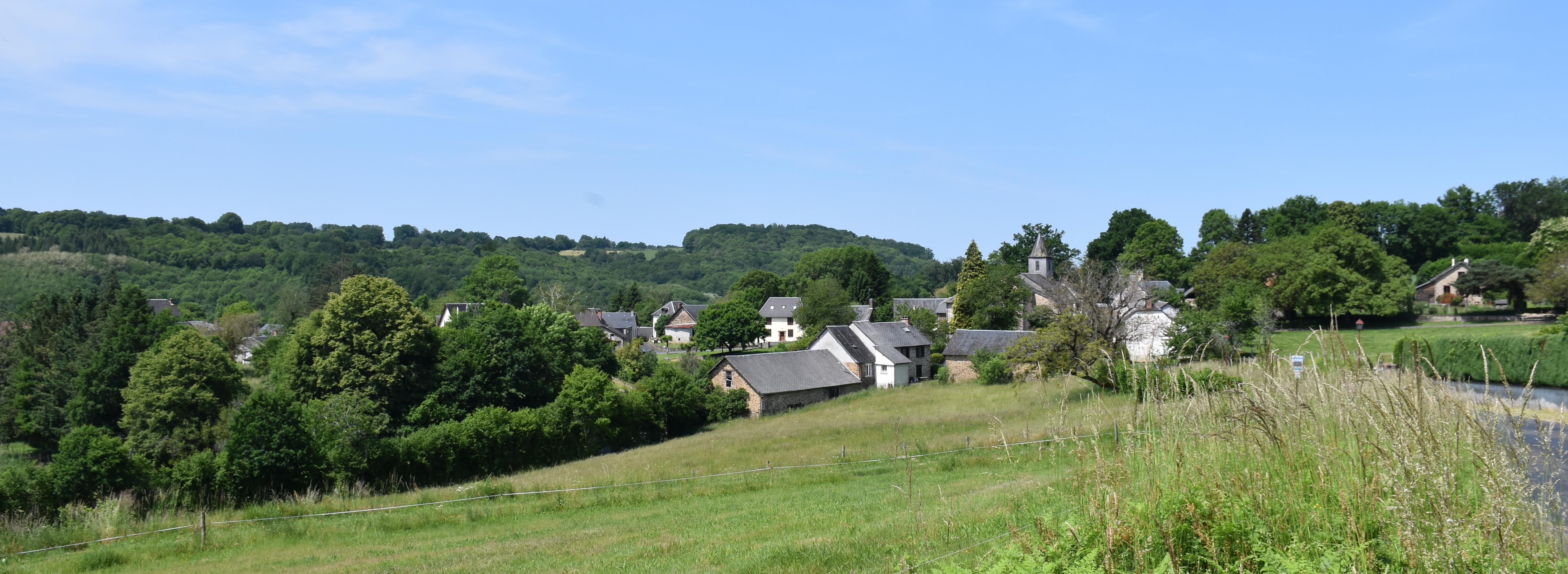
Panorama du village.

### Localisation
Espartignac est située au centre-ouest de la France, en bordure ouest du Massif central.
Espartignac se trouve, à vol d'oiseau, à 4 km au sud-est d’Uzerche, à 28 km au nord-ouest de la préfecture Tulle, à 37 km au nord de Brive-la-Gaillarde et 382 km de Paris.

### Communes limitrophes
Le territoire de la commune est limitrophe de ceux de huit communes.

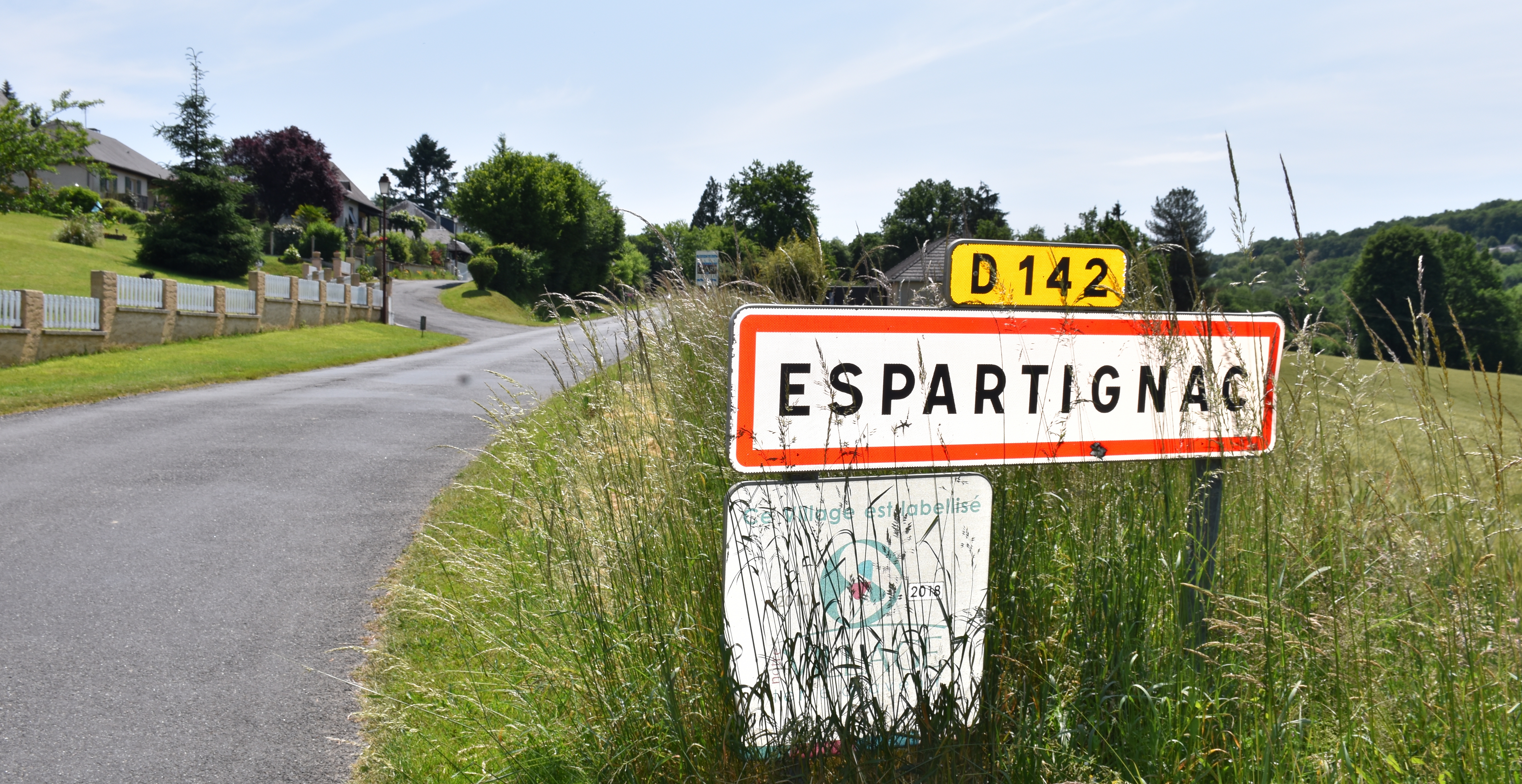
Une entrée de la commune.

Les communes limitrophes sont  Condat-sur-Ganaveix, Eyburie, Lagraulière, Perpezac-le-Noir, Pierrefitte, Saint-Jal, Uzerche et Vigeois.
| Uzerche | Condat-sur-Ganaveix | Eyburie                |
|         | Espartignac         | Pierrefitte            |
| Vigeois | Perpezac-le-Noir    | Saint-Jal, Lagraulière |

### Géologie et relief
Le territoire de la commune, qui s'étend sur 1 403 ha, est vallonné, recouvert de bocages, de bois et bosquets.
Espartignac, comme l’ensemble du canton d’Uzerche, est assis sur un sol essentiellement composé de gneiss.

### Hydrographie
La commune est parcourue par plusieurs cours d'eau, :
- La Vézère ;
- Le ruisseau de Pont Lagorce, affluent du Brézou ;
- Le Rujoux, le ruisseau le Troh et le ruisseau d'Anglard, affluents de la Vézère.

### Climat
Pour des articles plus généraux, voir Climat de la Nouvelle-Aquitaine et Climat de la Corrèze.
Historiquement, la commune est dans une zone de transition entre les climats océaniques aquitain et montagnard.  
En 2020, Météo-France publie une typologie des climats de la France métropolitaine dans laquelle la commune est dans une zone de transition entre le climat océanique altéré et le climat de montagne et est dans la région climatique  Ouest et nord-ouest du Massif Central, caractérisée par une pluviométrie annuelle de 900 à 1 500 mm, maximale en automne et en hiver.
Pour la période 1971-2000, la température annuelle moyenne est de 11,2 °C, avec  une amplitude thermique annuelle de 15 °C. Le cumul annuel moyen de précipitations est de 1 257 mm, avec 13 jours de précipitations en janvier et 7,9 jours en juillet. Pour la période 1991-2020, la température moyenne annuelle observée sur la station météorologique la plus proche, située à Uzerche à 3 km à vol d'oiseau, est de 12,1 °C et le cumul annuel moyen de précipitations est de 1 097,9 mm,. Pour l'avenir, les paramètres climatiques de la commune estimés pour 2050 selon différents scénarios d’émission de gaz à effet de serre sont consultables sur un site dédié publié par Météo-France en novembre 2022.

### Voies de communication et transports
Pour accéder à Espartignac par la route, emprunter la sortie 45 de l’autoroute A20.
L’accès en train le plus proche est la gare ferroviaire d’Uzerche à 5 km (voir Gare d'Uzerche).
Les aéroports sont ceux de Limoges-Bellegarde (76 km) et de Brive-Vallée de la Dordogne (50 km).

## Urbanisme

### Typologie
Au 1er janvier 2024, Espartignac est catégorisée commune rurale à habitat très dispersé, selon la nouvelle grille communale de densité à 7 niveaux définie par l'Insee en 2022.
Elle est située hors unité urbaine. Par ailleurs la commune fait partie de l'aire d'attraction d'Uzerche, dont elle est une commune de la couronne,. Cette aire, qui regroupe 8 communes, est catégorisée dans les aires de moins de 50 000 habitants,.

### Occupation des sols
L'occupation des sols de la commune, telle qu'elle ressort de la base de données européenne d’occupation biophysique des sols Corine Land Cover (CLC), est marquée par l'importance des territoires agricoles (85,4 % en 2018), une proportion sensiblement équivalente à celle de 1990 (85 %). La répartition détaillée en 2018 est la suivante : 
prairies (46,5 %), zones agricoles hétérogènes (38,9 %), forêts (14,3 %), zones industrielles ou commerciales et réseaux de communication (0,3 %).
L'évolution de l’occupation des sols de la commune et de ses infrastructures peut être observée sur les différentes représentations cartographiques du territoire : la carte de Cassini (XVIIIe siècle), la carte d'état-major (1820-1866) et les cartes ou photos aériennes de l'IGN pour la période actuelle (1950 à aujourd'hui).

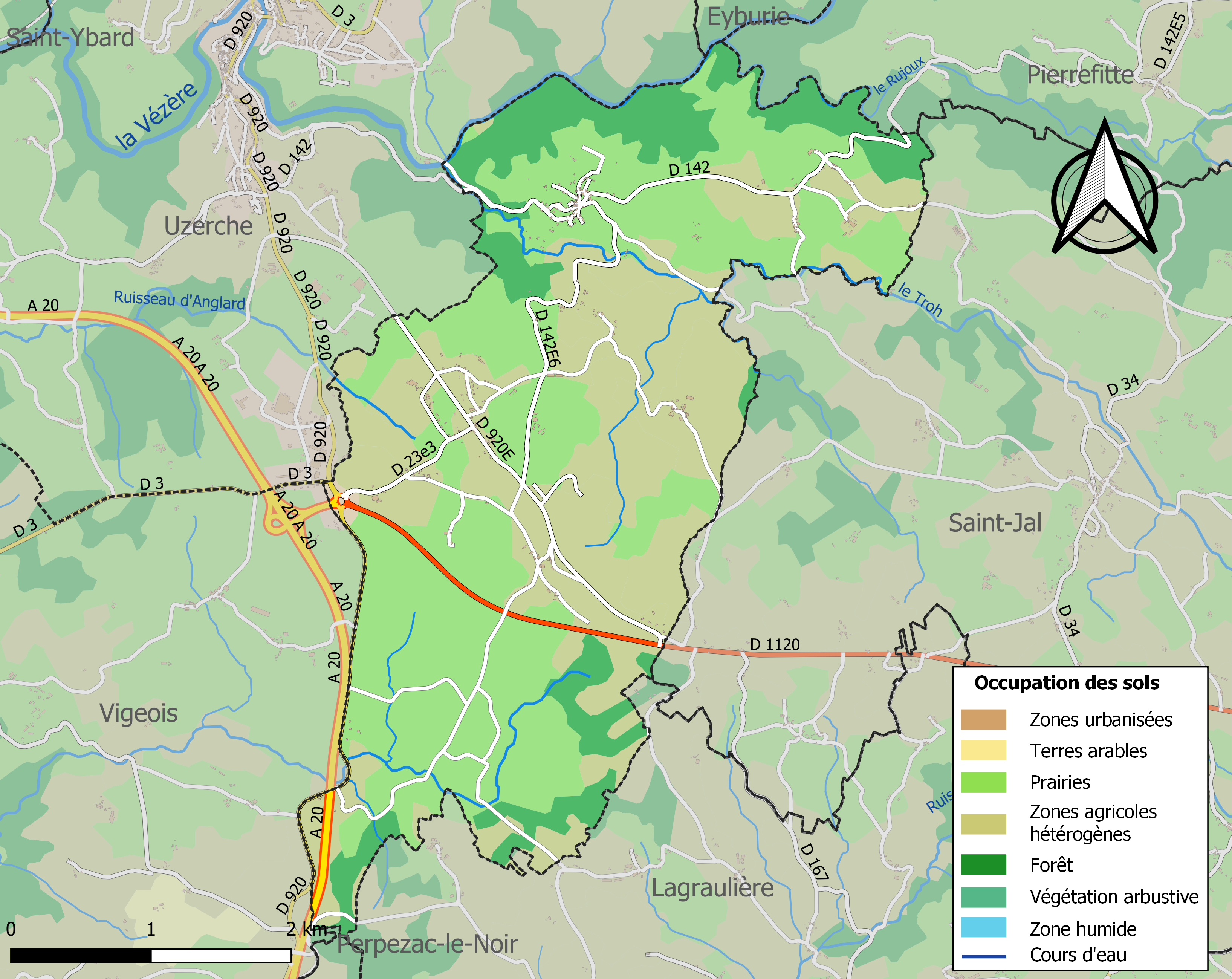
Carte des infrastructures et de l'occupation des sols de la commune en 2018 (CLC).

### Transport routier
- Réseau Réseau interurbain de la Corrèze

### Risques majeurs
Le territoire de la commune d'Espartignac est vulnérable à différents aléas naturels : météorologiques (tempête, orage, neige, grand froid, canicule ou sécheresse), inondations, feux de forêts et séisme (sismicité très faible). Il est également exposé à deux risques technologiques,  le transport de matières dangereuses et la rupture d'un barrage. Un site publié par le BRGM permet d'évaluer simplement et rapidement les risques d'un bien localisé soit par son adresse soit par le numéro de sa parcelle.

#### Risques naturels
Certaines parties du territoire communal sont susceptibles d’être affectées par le risque d’inondation par débordement de cours d'eau, notamment la Vézère. La commune a été reconnue en état de catastrophe naturelle au titre des dommages causés par les inondations et coulées de boue survenues en 1982, 1999 et 2001,. Le risque inondation est pris en compte dans l'aménagement du territoire de la commune par le biais du plan de prévention des risques (PPR) inondation « Vézère », approuvé le 29 août 2002. 

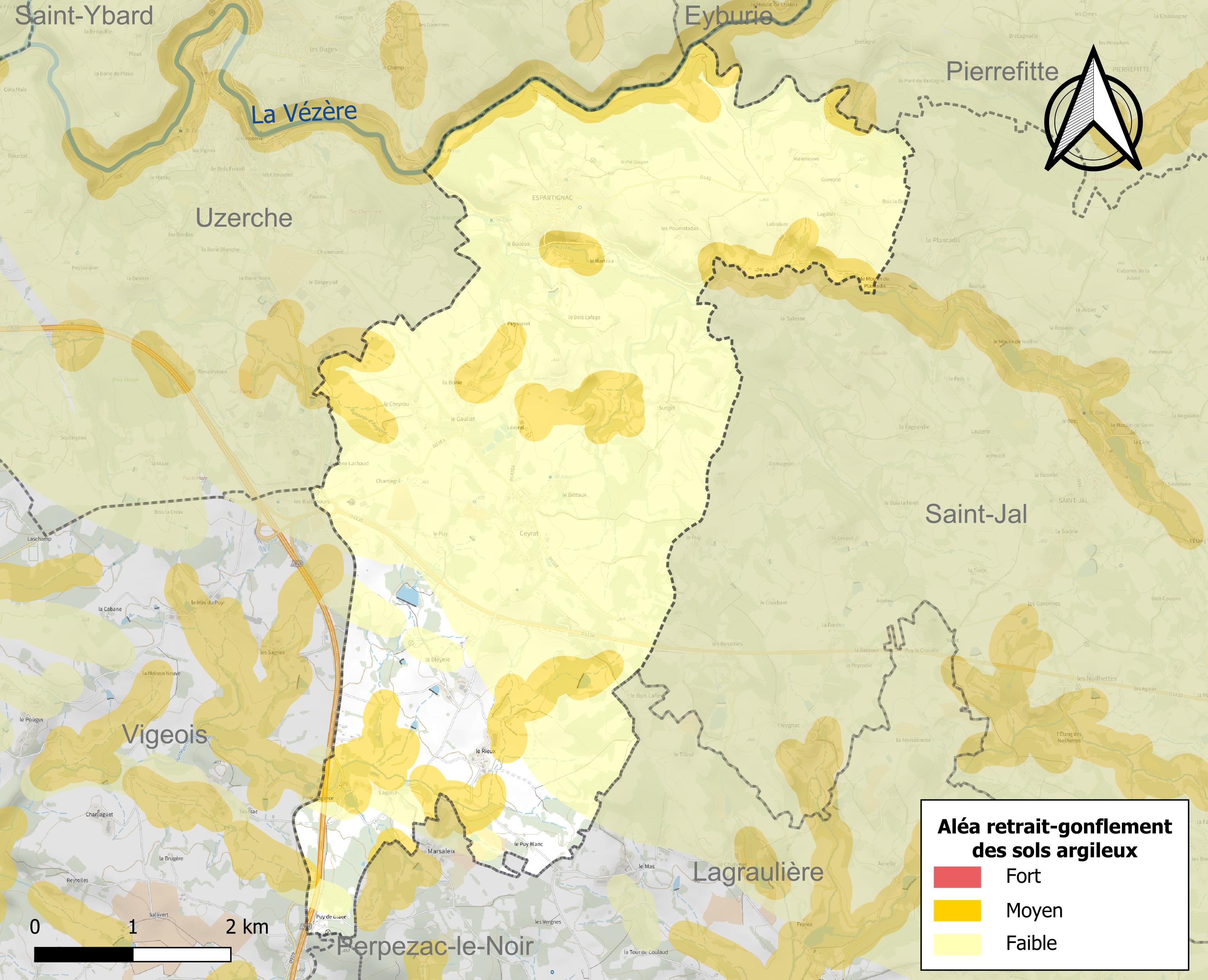
Carte des zones d'aléa retrait-gonflement des sols argileux d'Espartignac.

Le retrait-gonflement des sols argileux est susceptible d'engendrer des dommages importants aux bâtiments en cas d’alternance de périodes de sécheresse et de pluie. 18,1 % de la superficie communale est en aléa moyen ou fort (26,8 % au niveau départemental et 48,5 % au niveau national). Sur les 236 bâtiments dénombrés dans la commune en 2019,  23 sont en aléa moyen ou fort, soit 10 %, à comparer aux 36 % au niveau départemental et 54 % au niveau national. Une cartographie de l'exposition du territoire national au retrait gonflement des sols argileux est disponible sur le site du BRGM,.
Concernant les feux de forêt, aucun plan de prévention des risques incendie de forêt (PPRIF) n’a été établi en Corrèze, néanmoins le code de l’urbanisme impose la prise en compte des risques dans les documents d’urbanisme. Le périmètre des servitudes d'utilité publique et des zones d'obligation légale de débroussaillement pour les particuliers est quant à lui défini pour la commune dans une carte dédiée. 
Concernant les mouvements de terrains, la commune a été reconnue en état de catastrophe naturelle au titre des dommages causés par la sécheresse en 2020 et par des mouvements de terrain en 1999.

#### Risques technologiques
Le risque de transport de matières dangereuses dans la commune est lié à sa traversée par une route à fort trafic. Un accident se produisant sur une telle infrastructure est susceptible d’avoir des effets graves sur les biens, les personnes ou l'environnement, selon la nature du matériau transporté. Des dispositions d’urbanisme peuvent être préconisées en conséquence. 
La commune est en outre située en aval du barrage de Monceaux la Virolle, un ouvrage de classe A situé en Corrèze et disposant d'une retenue de 20,5 millions de mètres cubes. À ce titre elle est susceptible d’être touchée par l’onde de submersion consécutive à la rupture de cet ouvrage.

## Toponymie
L’origine du nom d’Espartignac vient de Spartinius, nom de personnage gallo-romain, qui était le propriétaire du lieu. Le suffixe acum (ac) indique l’appartenance,.
Le nom de la commune est Espartinhac en occitan.

## Histoire
Espartignac, dont l’église est connue dès 1100, plonge ses racines dans une préhistoire reculée.
Un chemin de long parcours allant de l’Atlantique à la Méditerranée franchit la Vézère au Gué du Champ, protégé par plusieurs ouvrages défensifs.
Le long de ce chemin utilisé de la préhistoire au Moyen Âge, se succèdent bonnes fontaines et édifices cultuels. Seule subsistante l’église actuelle, dédiée à saint Martial, avec en contrebas la bonne fontaine homonyme qui guérit, dit-on, de la gale.
A l’autre extrémité de la paroisse, Ceyrat a sa destinée propre avec son église (Saint-Nicolas puis Notre-Dame) et bénéficie de nos jours de la proximité de la RN 120 et de l’autoroute A 20.
Le chemin de fer à voie étroite Uzerche-Tulle qui desservait Espartignac a disparu, pénalisant le chef-lieu.
Passé l’an mille, les abbayes d’Uzerche et de Vigeois se partagent la paroisse puis au XVIIIe siècle, ce sont l’abbé d’Uzerche et le marquis de Saint-Jal,.
À la mi-novembre 1942, durant l'occupation le premier parachutage d'armes a lieu à Salon-la-Tour (échec) et Espartignac (succès).

## Politique et administration

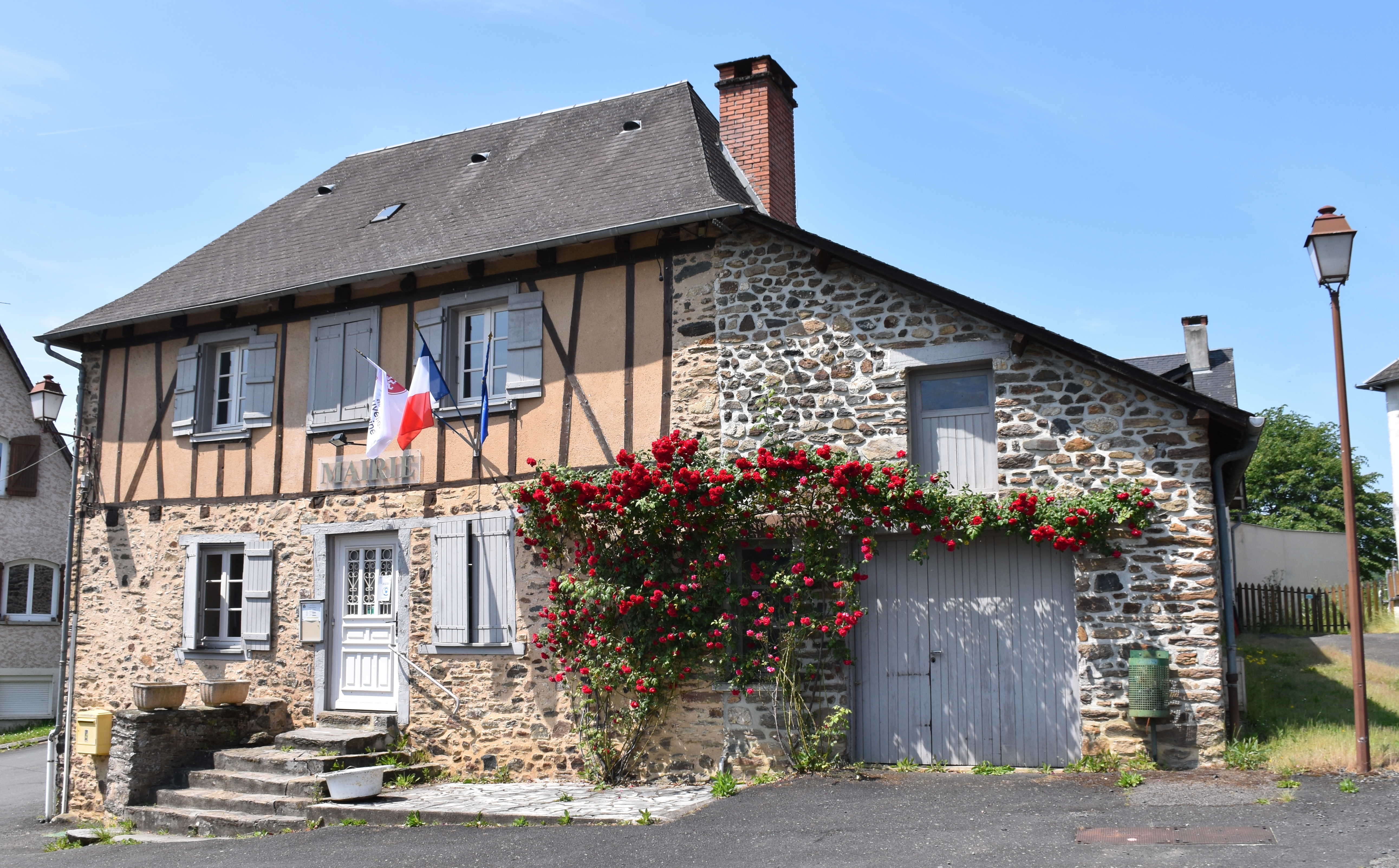
center> La mairie.

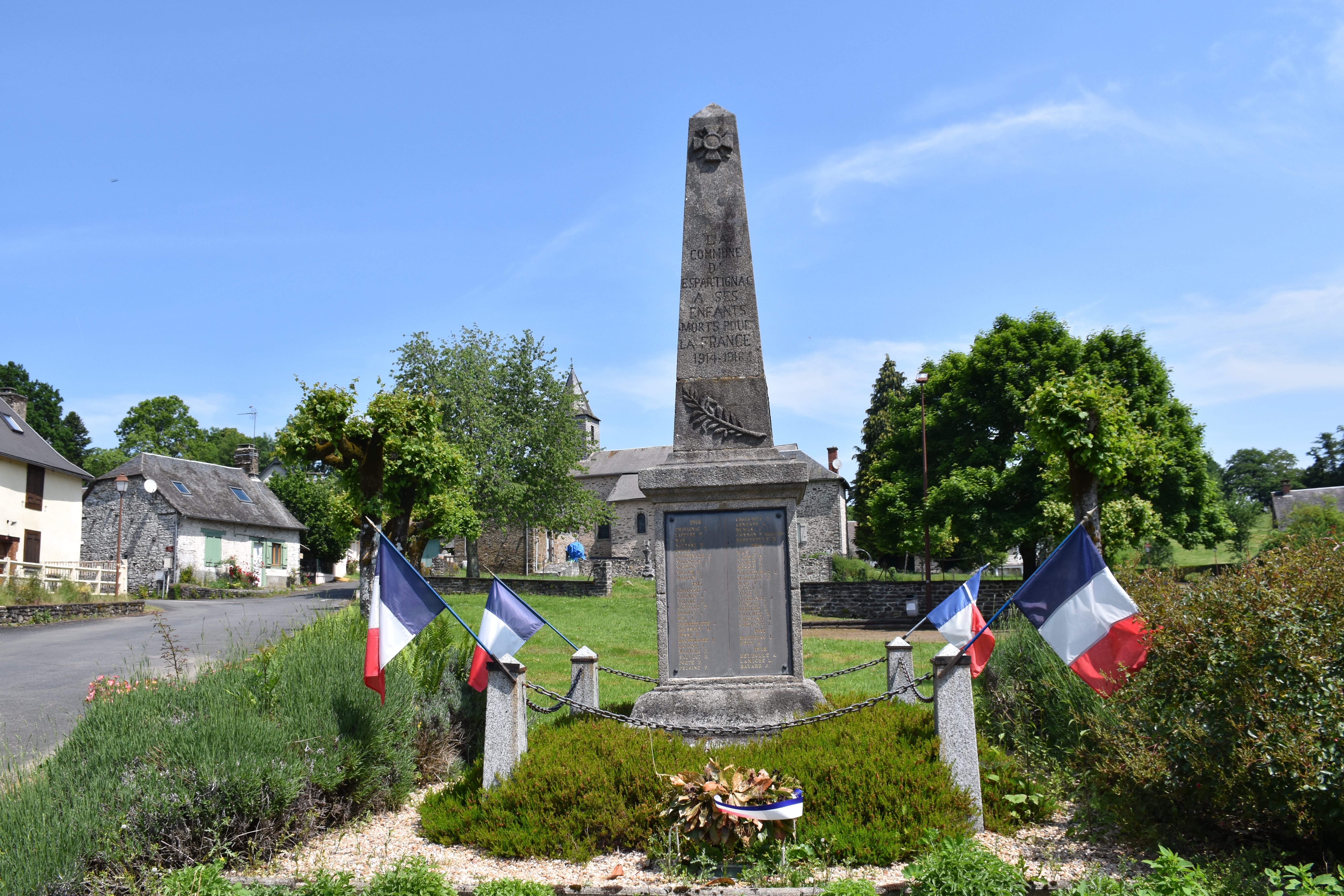
Le monument aux morts.

### Administration municipale
La commune dispose d'un conseil municipal de 11 membres (article L2121-2 du Code général des collectivités territoriales).

### Politique de développement durable
La commune a engagé une politique de développement durable en lançant une démarche d'Agenda 21 en 2008.
Un point d'apport volontaire de tri sélectif (plastique et emballages) est accessible au lieu-dit Bois Lafage et au Bourg; pour le verre, des conteneurs sont accessibles dans le bourg, aux lieux-dits la Borie et Bois Lafage.
La déchèterie la plus proche est celle d'Uzerche à 2,8 km.

### Intercommunalité
Espartignac est membre de la Communauté de communes du Pays d'Uzerche, qui est constituée de douze communes.

## Équipements et services publics

### Enseignement
La commune est en regroupement inter-scolaire avec celle de Saint-Jal : les enfants vont de la maternelle petite section jusqu’au CE1 à Saint-Jal, puis à l'école primaire publique Marguerite Noilletas, du CE2 au CM2, à Espartignac. 
Ensuite, les élèves vont au collège Gaucelm-Faidit d'Uzerche. Les lycées les plus proches sont ceux de Brive-la-Gaillarde, et ceux de Tulle,.

### Santé
A Espartignac, il n'y a pas de médecin mais un cabinet infirmier. Les centres hospitaliers les plus proches sont situés à Brive-la-Gaillarde (37 km), Tulle (28 km) et Limoges (65 km).

## Population et société

### Démographie

#### Évolution démographique
L'évolution du nombre d'habitants est connue à travers les recensements de la population effectués dans la commune depuis 1793. Pour les communes de moins de 10 000 habitants, une enquête de recensement portant sur toute la population est réalisée tous les cinq ans, les populations de référence des années intermédiaires étant quant à elles estimées par interpolation ou extrapolation. Pour la commune, le premier recensement exhaustif entrant dans le cadre du nouveau dispositif a été réalisé en 2005.
En 2022, la commune comptait 409 habitants, en évolution de −7,05 % par rapport à 2016 (Corrèze : −0,59 %, France hors Mayotte : +2,11 %). Le maximum de la population a été atteint en 1851 avec 732 habitants.
| 1793 | 1800 | 1806 | 1821 | 1831 | 1836 | 1841 | 1846 | 1851 |
| ---- | ---- | ---- | ---- | ---- | ---- | ---- | ---- | ---- |
| 506  | 511  | 506  | 679  | 682  | 608  | 686  | 716  | 732  |

| 1856 | 1861 | 1866 | 1872 | 1876 | 1881 | 1886 | 1891 | 1896 |
| ---- | ---- | ---- | ---- | ---- | ---- | ---- | ---- | ---- |
| 692  | 673  | 654  | 606  | 626  | 655  | 658  | 682  | 680  |

| 1901 | 1906 | 1911 | 1921 | 1926 | 1931 | 1936 | 1946 | 1954 |
| ---- | ---- | ---- | ---- | ---- | ---- | ---- | ---- | ---- |
| 697  | 682  | 664  | 588  | 542  | 476  | 450  | 403  | 420  |

| 1962 | 1968 | 1975 | 1982 | 1990 | 1999 | 2005 | 2006 | 2010 |
| ---- | ---- | ---- | ---- | ---- | ---- | ---- | ---- | ---- |
| 353  | 326  | 321  | 344  | 342  | 385  | 370  | 372  | 410  |

| 2015 | 2020 | 2022 | - | - | - | - | - | - |
| ---- | ---- | ---- | - | - | - | - | - | - |
| 435  | 411  | 409  | - | - | - | - | - | - |

#### Pyramide des âges
La population de la commune est relativement âgée.
En 2018, le taux de personnes d'un âge inférieur à 30 ans s'élève à 23,9 %, soit en dessous de la moyenne départementale (28,7 %). À l'inverse, le taux de personnes d'âge supérieur à 60 ans est de 37,4 % la même année, alors qu'il est de 34,7 % au niveau départemental.
En 2018, la commune comptait 203 hommes pour 225 femmes, soit un taux de 52,57 % de femmes, légèrement supérieur au taux départemental (51,47 %).
Les pyramides des âges de la commune et du département s'établissent comme suit.
| Hommes | Classe d’âge | Femmes |
| ------ | ------------ | ------ |
| 1,5    | 90 ou +      | 2,3    |
| 12,3   | 75-89 ans    | 13,4   |
| 20,0   | 60-74 ans    | 25,0   |
| 25,6   | 45-59 ans    | 19,0   |
| 17,4   | 30-44 ans    | 15,7   |
| 10,3   | 15-29 ans    | 9,7    |
| 12,8   | 0-14 ans     | 14,8   |

| Hommes | Classe d’âge | Femmes |
| ------ | ------------ | ------ |
| 1,1    | 90 ou +      | 3      |
| 9,9    | 75-89 ans    | 13,5   |
| 21,2   | 60-74 ans    | 22,1   |
| 20,8   | 45-59 ans    | 19,8   |
| 16,1   | 30-44 ans    | 15,6   |
| 15,6   | 15-29 ans    | 12,5   |
| 15,2   | 0-14 ans     | 13,4   |

### Sports et loisirs
La randonnée du P.O.C. et du Dolmen, (6,3 km), au départ du bourg, vous permettra de découvrir les sites et monuments d'Espartignac.

### Cultes
Pour le culte catholique, Espartignac dépend du diocèse de Tulle, et fait partie de l'ensemble inter-paroissial d'Uzerche-Vigeois : le doyenné de Moyenne Vézère.

## Économie

### Revenus de la population et fiscalité
En 2008, le revenu fiscal médian par ménage était de 17 053 €, ce qui plaçait Espartignac au 17 049e rang  parmi les 31 604 communes de plus de 50 ménages en métropole.

### Population active
La population âgée de 15 à 64 ans s'élevait en 2007 à 228 personnes (242 en 1999), parmi lesquelles on comptait 73,1 % d'actifs dont 67,3 % ayant un emploi et 5,7 % de chômeurs.
Le taux d'activité en 2007 est de 45,6 % pour la tranche d'âge 15 - 24 ans, 93,9 % pour la tranche d'âge 25 - 54 ans, et 38,7 % pour la tranche d'âge 55 - 64 ans. En 2007, 76 % des hommes sont actifs pour 70,1 % des femmes.
En 2007, 19,3 % des actifs de 15 ans ou plus ayant un emploi et résidant dans la commune travaillaient à Espartignac, 73,5 % dans une autre commune de la Corrèze et 6 % dans un autre département de la région.

## Culture locale et patrimoine

### Monuments

#### Bâtiments historiques et militaires

##### Motte féodaleXesiècle-XIIesiècle
La motte de Château-l’Abbaye a probablement été érigée vers l’an mil, dans la forêt d’Espartignac.
Le nom du site, que l’on trouve aussi sous l’appellation de Bois l’Abbé, est lié à une donation du vicomte de Comborn aux moines de l’abbaye d’Uzerche (1072, dans le cartulaire d’Uzerche).
Il s’agit d’une motte de terre protégée naturellement par la Vézère et artificiellement par des fossés avec remparts et palissades de bois. Une tour carrée de bois, aujourd’hui disparue, se dressait sur la plate-forme sommitale. Le tapis de petites pervenches (plantes rudérales) dans la basse cour atteste d’une occupation humaine. Cette construction de type défensif contrôlait le passage à gué sur la Vézère, emprunté par la route des Métaux Précieux (de l’Armorique à la Méditerranée) qui passe à proximité,.

##### Poste de guet
Sur le site de la motte féodale de Château-l’Abbaye, le poste de guet dit la  Maison du Loup est classé Monument Historique comme dolmen. En réalité, il s’agit d’un abri aménagé dans les rochers pour surveiller le passage à gué sur la Vézère, emprunté par la route commerciale des Métaux Précieux.
L’endroit est accessible par un étroit sentier, à l’extrémité ouest du site,.

#### Édifices religieux

##### ÉgliseSaint-Martinou Saint-MartialXIIIesiècle-XIXesiècle
La petite église d’Espartignac passe pour être la plus ancienne du canton. Elle est mentionnée dans le second testament de saint Yrieix, daté de 572, où il la donne à l’abbaye de Vigeois. Les cartulaires mentionnent trois églises associées à trois bonnes fontaines aux XIe siècle et XIIe siècle. : saint Pierre, saint Martin et saint Martial.
L’église actuelle est du vocable de saint Martin. On y célèbre pourtant saint Martial, culte associé à la fontaine du même nom,  tout près de l’église.
La partie la plus ancienne est la façade avec son portail au décor roman |limousin du XIIIe siècle.
À l’intérieur, l’autel principal du chœur est cantonné par deux autels dans les bras du transept, dédiés respectivement à la Sainte Vierge et à saint Martial. L’autel de saint Martial possède un reliquaire conservant un morceau d’os du saint,.

##### SarcophagesVIIesiècle
Au nord du cimetière actuel, dans une parcelle appelée las chapelas, deux sarcophages en calcaire de forme trapézoïdale, sans réserve céphalique, sont découverts par hasard en 1977, sous une dalle de granite. Ils sont adossés à un rocher à 0,85 m de profondeur.
Le sarcophage exposé dans l’église contenait un squelette d’homme. Un deuxième sarcophage contenait un squelette de femme, mains croisées sur la poitrine. Ces sarcophages sont datés de l’époque mérovingienne,.

### Galerie

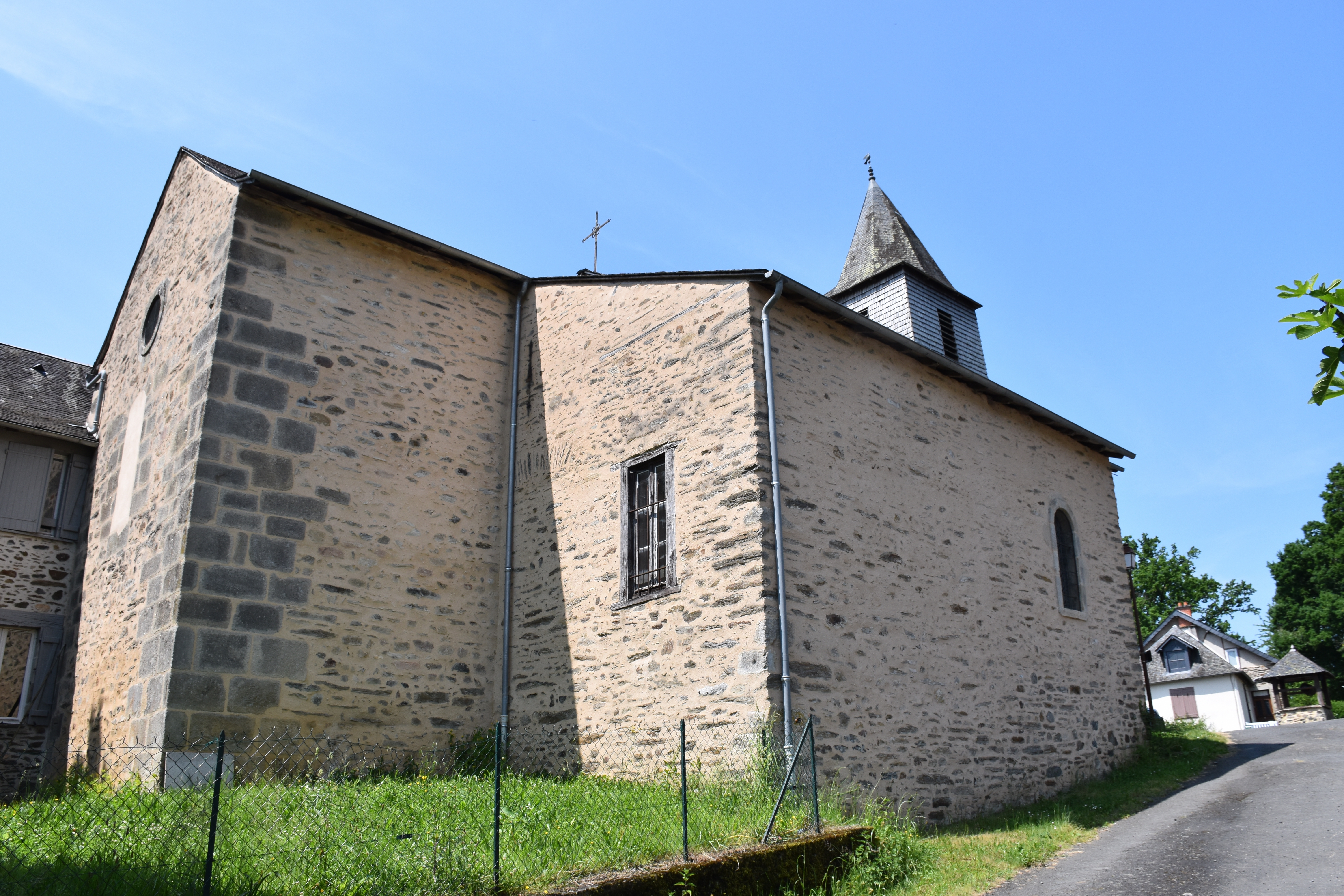
Vue de l'arrière de l'église.
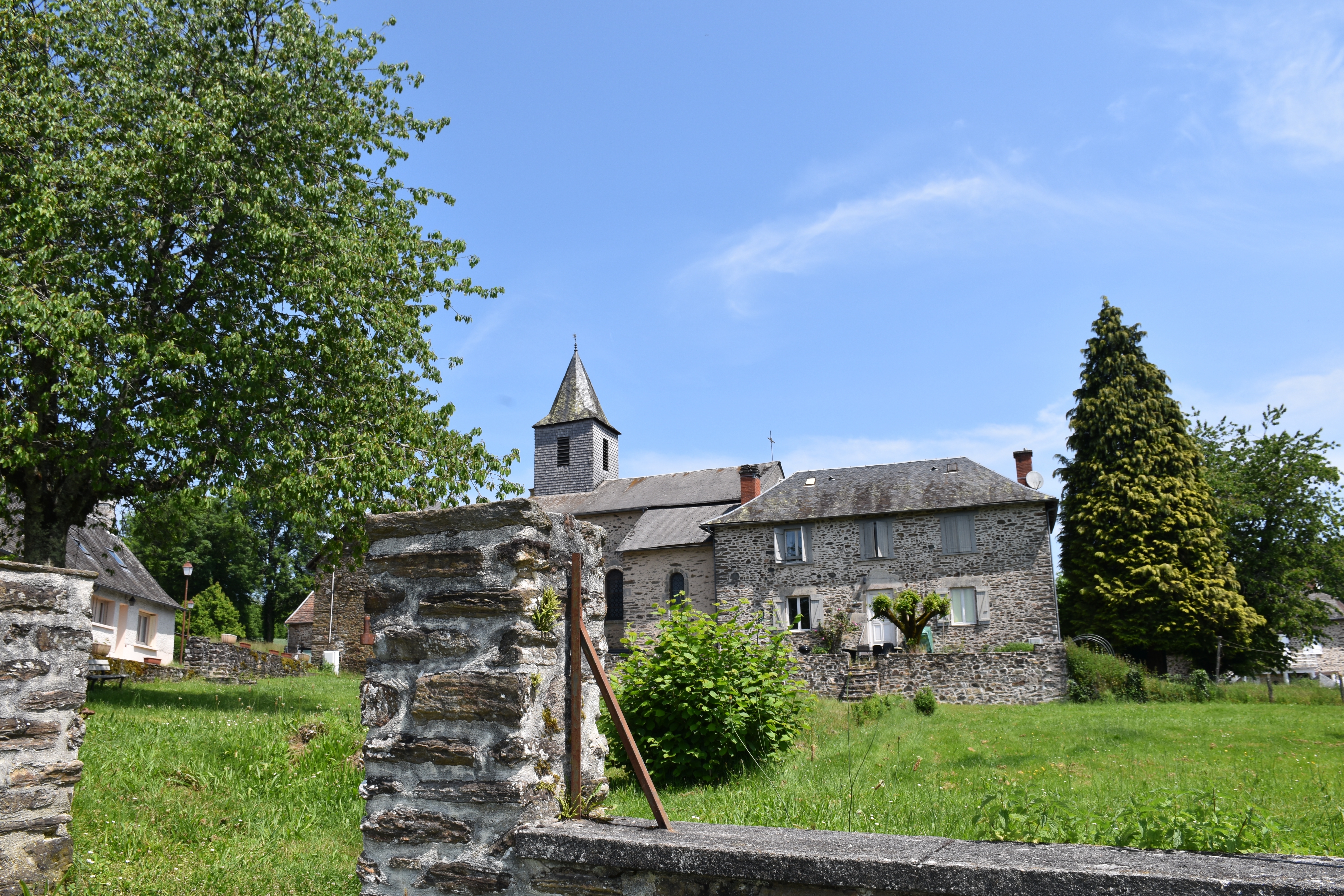
L'église.
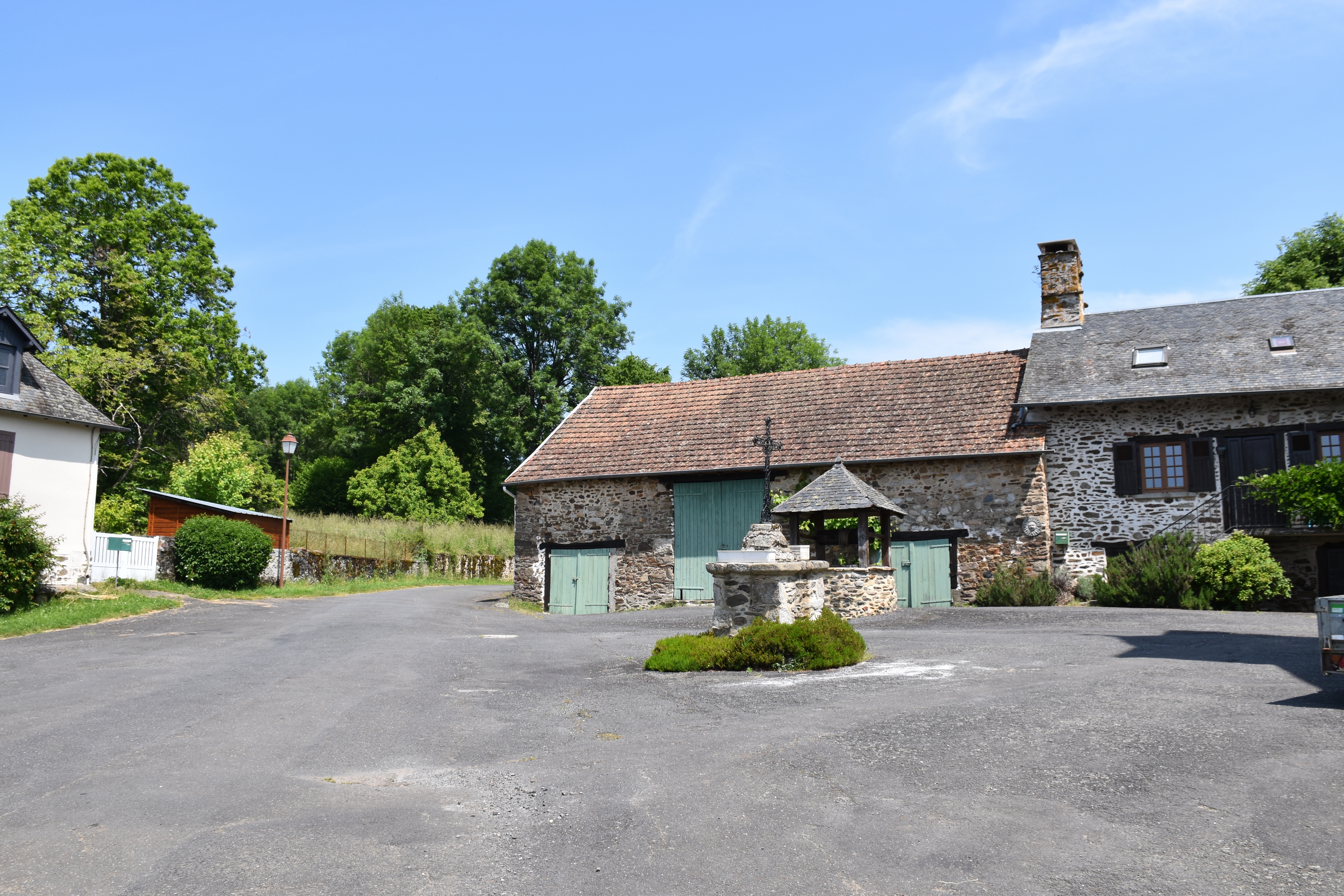
La place de l'éeglise.
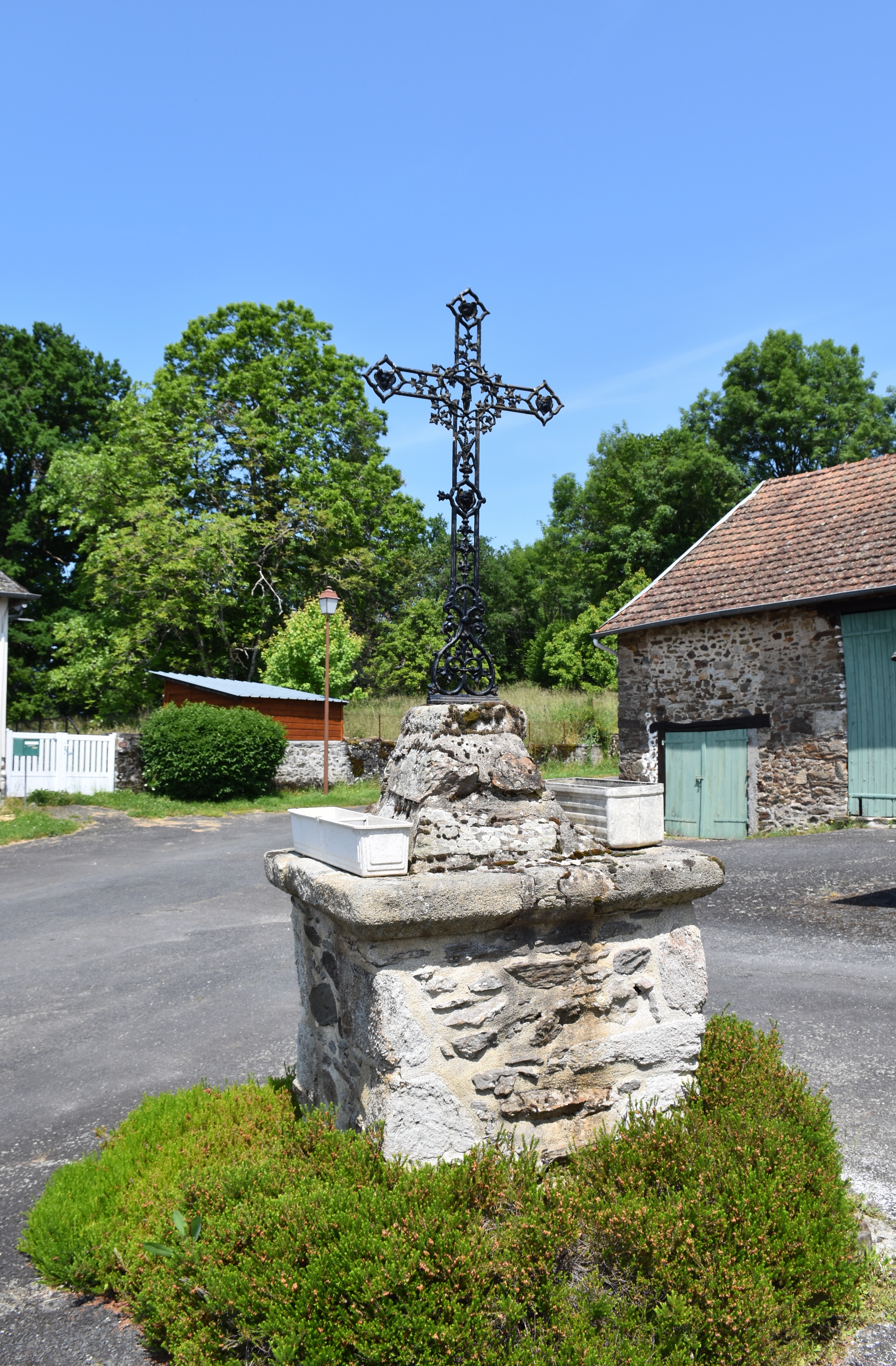
Le calvaire de l'église.
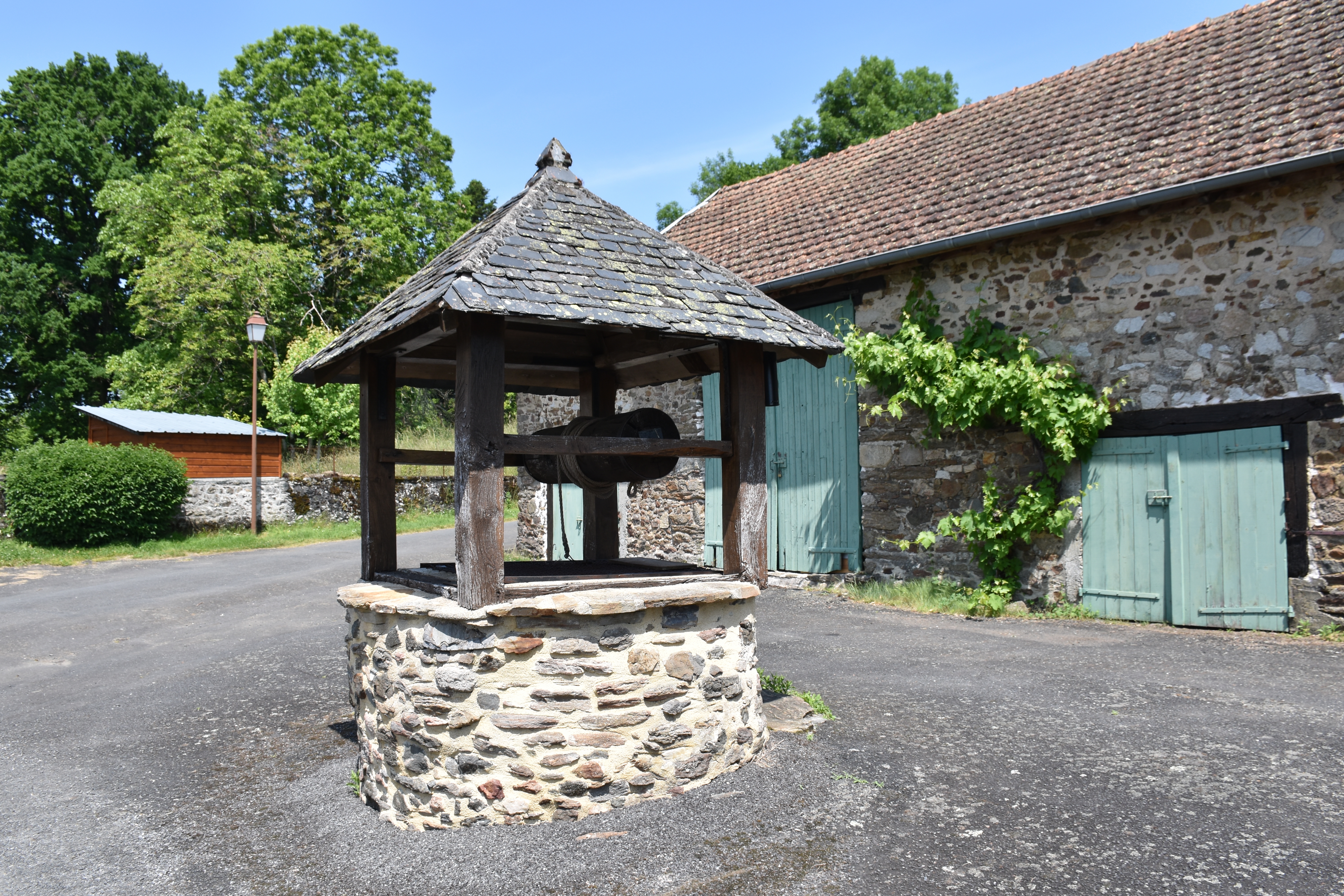
Ancien puits public devant l'église.
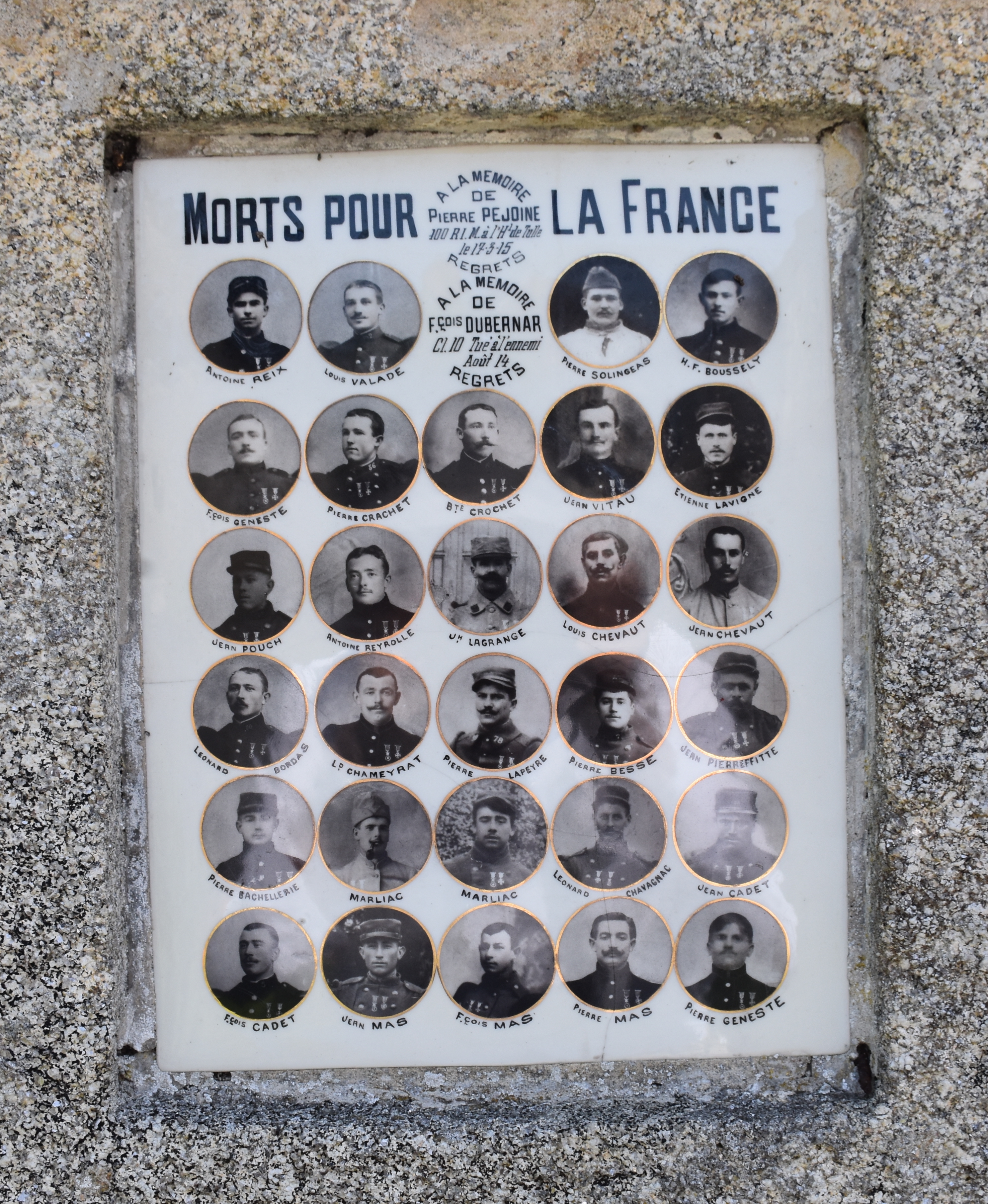
Photos des soldats de la commune morts pour la France.
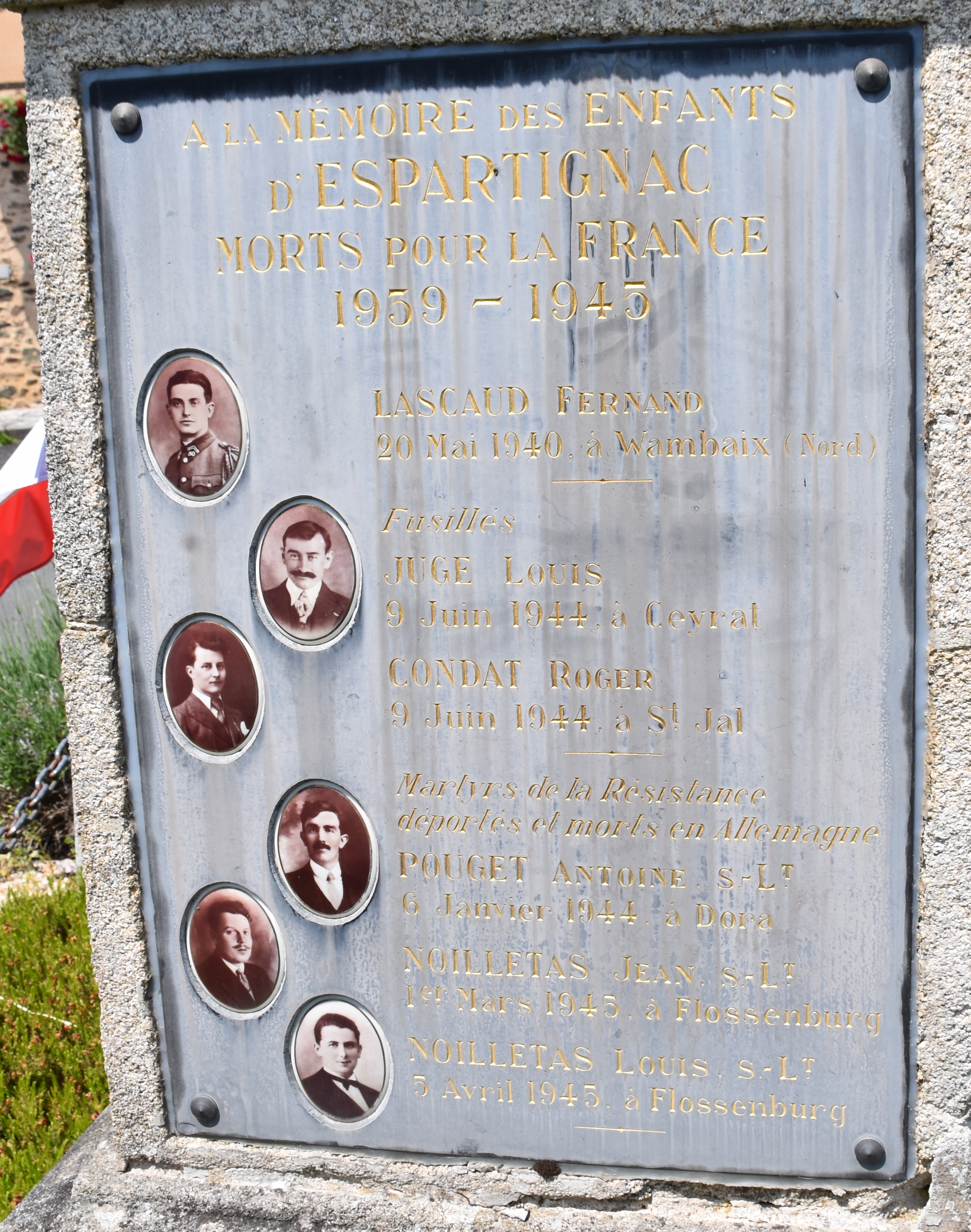
Hommage aux résistants de la commune.

#### Monuments contemporains

##### Monument aux mortsXXesiècle
Le monument aux morts est élevé au centre du bourg pour commémorer le sacrifice de 50 enfants d’Espartignac morts pour la France lors de la Première Guerre mondiale 1914-1918.
Sur la stèle est apposée une deuxième plaque, noire, très émouvante, où sont inscrits en lettres dorées, les noms de 6 jeunes patriotes espartignacois. L’un, mobilisé, est mort en 1940. Deux autres ont été fusillés en juin 1944 par les soldats allemands. Les trois autres ont été arrêtés, déportés et sont morts dans les camps nazis.
Les photos de ces martyrs sont apposées près de leurs noms pour perpétuer leur souvenir,.

#### Autres monuments

##### Fontaine Saint-Martial
La fontaine saint-Martial est citée dans les textes très anciens relatant le passage au IIIe siècle de saint-Martial, évangélisateur du Limousin.
Une légende est liée à son passage à Espartignac, un jour d’été. Sur son chemin, il rencontre une femme portant de l’eau qu’elle venait de chercher plus loin. Il lui demande un peu d’eau pour se désaltérer mais la femme passe sans s’arrêter. Mécontent de son refus, il lui dit : « Vous pourriez en avoir du regret car je viens vous porter une bonne nouvelle et je suis un ami de Dieu. Regardez et voyez de quelle manière je me venge de votre refus ». Et, frappant le sol avec son bâton, il fait jaillir une source limpide dont l’eau coule toujours. Elle coule dans un bassin de granite à environ 100 m de l’église.
L’eau de la fontaine saint-Martial est souveraine contre la gale et les maladies de la peau, dit-on,. Depuis le symposium de 2004 la sculpture "la nymphe qui s'apprête à la baignade" y est installée.

##### Moulin Marteau milieuXVIIesiècle
Tout près du carrefour du GR 46 avec la route du bourg d’Espartignac, vous apercevez un moulin derrière un rideau d’arbres. C’est le moulin Marteau, sur le ruisseau appelé le Troh. Le moulin est très ancien. Un acte notarié de 1677 (un contrat de fermage) le mentionne. Au XVIIe siècle, il a plusieurs activités. C’est un moulin à battre le chanvre (le nom de marteau évoque les maillets), un moulin à blé et un moulin à huile.
Il cesse de fonctionner en 1958. La roue à aubes est récente. Le propriétaire a réhabilité le moulin à d’autres fins. On ne le visite pas,.

### Patrimoine naturel

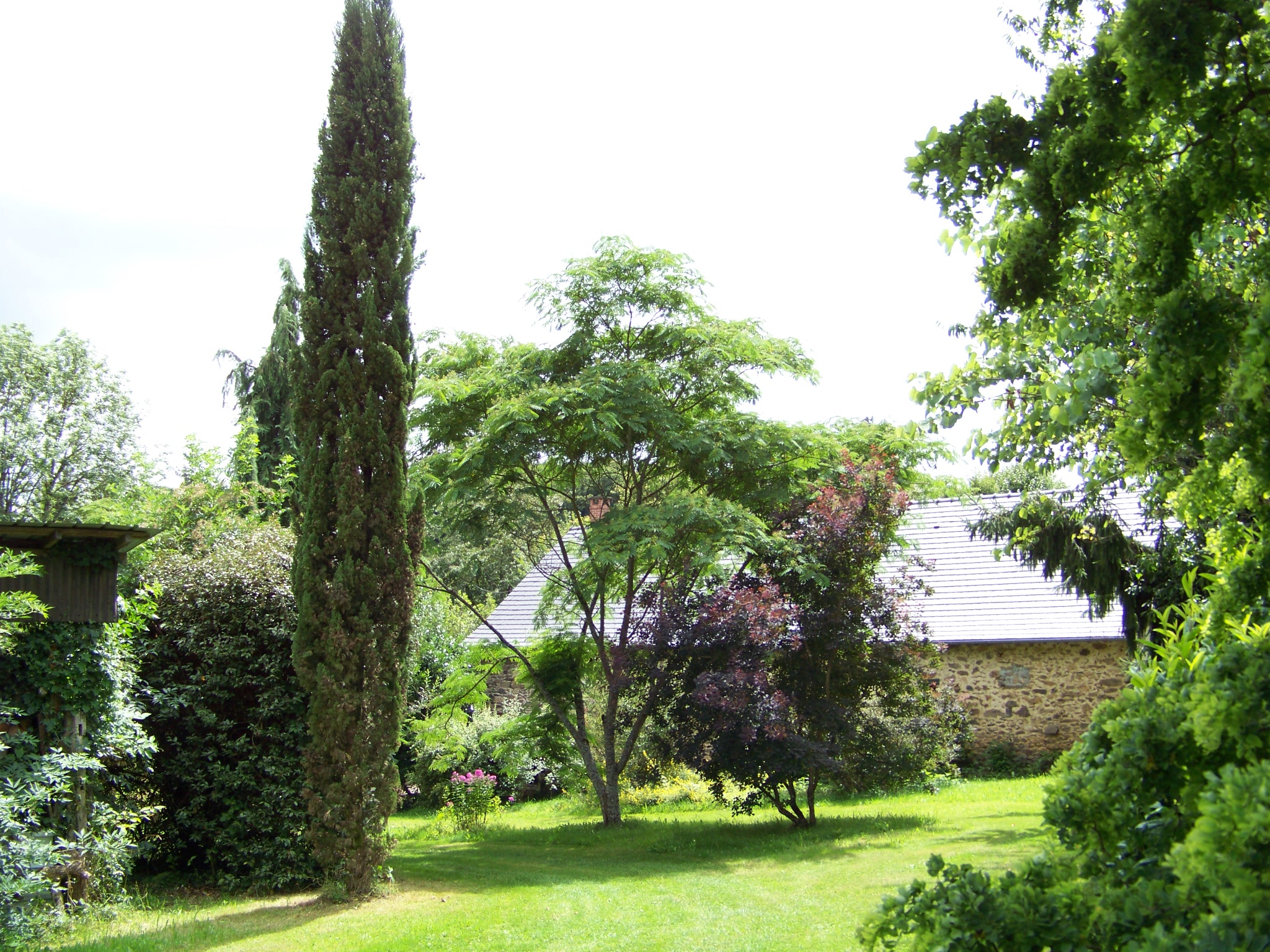
Arboretum Al Gaulhia

#### Arboretum Al Gaulhia
Ce parc paysager, ouvert en 2011, s’étend sur une superficie de 10 hectares.
Tourbières, plans d’eau, zones sèches et zones humides permettent d’admirer une grande diversité floristique et faunistique. Vous pourrez découvrir tout au long du parcours près de 400 espèces de plantes : des vieux châtaigniers au label « Arbres remarquables de France », jusqu’aux bambous, en passant près des nymphéas, des lotus et de divers graminées.

### Personnalités liées à la commune
Daniel Esmoingt, sculpteur, décédé le 28 02 2019. Diplômé de l’École Nationale des Beaux Arts de Paris, il a fréquenté l’atelier Belmondo. Il a participé annuellement à des missions archéologiques en Égypte (Thèbes Ouest). Il a réalisé notamment le groupe « La France Impériale » de Jean-Baptiste Carpeaux (fronton du Pavillon de Flore du Palais du Louvre) et celui des Génies au musée du Louvre. Restaurateur de sculptures pour les églises, créateur, il a participé aux expositions nationales et internationales. Créateur du symposium de sculptures du Pays d'Uzerche en 2004. Les sculptures sont visibles en différents lieux du canton d'Uzerche. Notamment à Espartignac au Bourg, à Ceyrat, au Champ Long, sur la voie du Poc, etc. (Plaquette disponible en mairie.)

### Héraldique
| Blason de Espartignac | Blason  | D'azur à une crosse d'or mouvant d'une source d'argent jaillissant de la pointe, adextrée d'une épée basse posée en bande et coupant un manteau et senestrée d'un maillet posé en barre, le tout d'argent, au chef ondé d'or chargé d'un lion léopardé de gueules.                                                                                             |
| Blason de Espartignac | Détails | Le chef reprend une partie des armes de la maison de Comborn ; la crosse à la pointe de laquelle jaillit une source évoque la fontaine de Saint-Martial, l'épée et le manteau évoquent saint Martin, patron de la paroisse ; enfin, le maillet représente le moulin Marteau, où l'on battait le chanvre. Création Jean-Claude Molinier. Adopté le 29 mai 2021. |